# Poliedro de Császár
| Poliedro de Császár       | Poliedro de Császár  |
| ------------------------- | -------------------- |
|                           |                      |
| Tipo                      | Poliedro toroidal    |
| Caras                     | 14 triángulos        |
| Aristas                   | 21                   |
| Vértices                  | 7                    |
| Característica de Euler   | 0                    |
| Género                    | 1                    |
| Configuración de vértices | 3.3.3.3.3.3          |
| Grupo de simetría         | C2                   |
| Dual                      | Poliedro de Szilassi |
| Propiedades               | No convexo           |

En geometría, el poliedro de Császár (ˈtʃaːsaːr) es un poliedro no convexo, topológicamente un toro, con 14 caras triangulares.
Este poliedro no tiene diagonales; cada par de vértices están conectados por una arista. Los 7 vértices y 21 aristas del poliedro forma el grafo completo {\displaystyle K_{7}} sobre la superficie de un toro.
El tetraedro y el poliedro de Császár son los únicos poliedros conocidos que no tienen diagonales, aunque hay otros poliedros conocidos tales como el poliedro de Schönhardt que no tienen diagonales interiores (es decir, todas las diagonales están en el exterior del poliedro), así como las superficies de una sola cara sin diagonales. Si un poliedro con v vértices es proyectado sobre una superficie con h agujeros, de alguna manera cada par de vértices se conecta por una arista, y se deduce de su característica de Euler que
{\displaystyle h={\frac {(v-3)(v-4)}{12}}.}
Esta ecuación se satisface para el tetraedro con h = 0 y v = 4, y para el poliedro de Császar con h =1 y v =7. La próxima posible solución, h = 6 y v = 12, correspondería a un poliedro con 44 caras y 66 aristas, pero no es realizable como un poliedro; no se conoce si tal poliedro existe con un género mayor. De manera general, esta ecuación se puede satisfacer solo cuando v es congruente con 0, 3, 4, o 7 módulo 12.
El poliedro de Császár recibe su nombre por el topólogo Ákos Császár, quien lo descubrió en 1949. Su poliedro dual es el poliedro de Szilassi, que fue descubierto más tarde, en 1977, por Lajos Szilassi; este tiene 14 vértices, 21 aristas, y 7 caras hexagonales, cada una comparte una arista con cada una de las otras caras. Al igual que el poliedro de Császár, el poliedro de Szilassi es topológicamente equivalente a un toro.